# Gift Ngoepe
Mpho' Gift Ngoepe (* 18. Januar 1990 in Polokwane, Limpopo) ist ein südafrikanischer Baseballspieler auf den Positionen des Shortstops und des Second Basemans. Er spielt für die Sydney Blue Sox in der Australian Baseball League (ABL). Im Jahr 2017 war er der erste in Kontinentalafrika geborene Baseballspieler, dem der Sprung in die Major League Baseball (MLB) gelang. Dort spielte er für die Pittsburgh Pirates und die Toronto Blue Jays.

## Leben
Ngoepe wuchs mit seinem jüngeren Bruder Victor sowie später seinem älteren Bruder Chris und seiner Mutter Maureen Ngoepe in Randburg, etwa 10 Kilometer vom Stadtzentrum Johannesburgs auf. Seine Mutter arbeitete im Clubhaus des örtlichen Baseballvereins, der Randburg Mets. Dort lebte die Familie unter einfachen Verhältnissen in einem Zimmer des Clubhauses. 
Ngoepes jüngerer Bruder Victor ist ebenfalls professioneller Baseballspieler.

## Karriere

### Pittsburgh Pirates
Im Oktober 2008 unterschrieb Ngoepe einen Minor-League-Vertrag bei den Pittsburgh Pirates. Er war damit erst der sechste südafrikanische Baseballspieler, der in den USA einen professionellen Baseballvertrag unterschrieb. Im Jahr 2009 spielte Ngoepe für die Rookie Gulf Coast League Pirates, dort hatte er einen Batting Average von .238 mit einem Home Run und 9 Runs Batted In (RBI) in 47 Spielen. Beim World Baseball Classic 2009 spielte er für das südafrikanische Nationalteam. Dort schlug er zwei Triples in einem Spiel gegen Mexiko. Am 10. August 2009 veröffentlichte die Sports Illustrated einen Artikel über ihn mit dem Titel "A Gift From Africa", in dem sein Aufstieg zum Profibaseball und sein Weg zu den Pirates thematisiert wurde. In den Jahren 2010 bis 2013 spielte er für die State College Spikes und die Bradenton Marauders auf Single-A-Niveau, bevor er 2013 zu den Altoona Curve, einem Double-A-Team der Pittsburgh Pirates, befördert wurde. 2016 spielte er schließlich auf Triple-A-Niveau für die Indianapolis Indians.
Am 26. April 2017 machte er sein Debüt in der MLB bei einem Spiel der Pirates gegen die Chicago Cubs. Dabei gelang ihm direkt sein erster Hit in der MLB, ein Single gegen den Pitcher Jon Lester.

### Toronto Blue Jays
Am 20. November 2017 wurde Ngoepe von den Pirates zu den Toronto Blue Jays getradet. Er wurde jedoch bereits am 20. April 2018 in die Triple-A zu den Buffalo Bisons berufen. Am 13. August 2018 wurde er aus der Organisation entlassen.

### Sydney Blue Sox
Etwa zwei Wochen nach der Entlassung durch die Toronto Blue Jays, am 30. August 2018, unterschrieb Ngoepe einen Vertrag bei den Sydney Blue Sox für die Saison 2018/19 in der ABL.